# 難道硬奇幻已經不行了嗎!?
《難道硬奇幻已經不行了嗎!?》，簡稱《硬不行》或《硬奇幻》，是月亮熊的輕小說作品，插畫家是Capura.L，由台灣角川出版。获得2015年角川華文輕小說大賞Boy's Side銀賞。。

## 故事簡介
原世界黑水大陸的魔法師羅丹為了復仇卻反遭追殺，意外傳到另一個世界，自己卻變成女生的樣子，為了回到原本的世界必須打敗魔王，因此和夥伴們前往討伐魔王。

## 登場人物
羅丹‧利希德
在原本的世界是一個最強的魔法師大叔，公認的天才，個性謹慎，卻在意外之際傳送到異世界，而變成美少女，但是內心無法接受自己變成偽娘，好色、視酒如命等等大叔個性。
艾莉兒‧吉茵絲法格露爾
女主角，魔法騎士，明明是一個美少女卻有者和羅丹差不多的大叔心，會對維拉和羅丹上下其手。
維拉‧史塔克
在原本的世界是一名有鬍鬚的女矮人，穿越後變成身高140公分，外表可愛的小蘿莉，依舊拿者與身體不成比例的巨斧，

## 出版書籍
| 卷數 | 台灣角川      | 台灣角川               |
| 卷數 | 發售日期      | ISBN                   |
| ---- | ------------- | ---------------------- |
| 1    | 2015年7月25日 | ISBN 978-986-366-584-7 |
| 2    | 2016年1月22日 | ISBN 978-986-366-896-1 |
| 3    | 2016年3月25日 | ISBN 978-986-366-975-3 |

## 參註
1. ↑  .   [2018-04-04]. （原始内容存档于2018-07-10）.

https://www.facebook.com/events/855896104479297/